# Kondicioniranje signala
V elektroniki je kondicioniranje signala manipulacija analognega signala na tak način, da ta izpolnjuje zahteve za nadaljnjo obdelavo v naslednji fazi.
Analogne signale je treba pravilno »pripraviti«, preden jih je mogoče pretvoriti v digitalno obliko. Kondicioniranje signala se dogaja v elektronskem vezju, ki manipulira s signalom na način, da ga pripravi na naslednjo stopnjo obdelave predvsem v aplikacijah za zajem podatkov, ki vključujejo okoljske ali mehanske meritve s senzorji kot npr. temperatura in vibracije. Senzorji s katerimi merimo, zahtevajo kondicioniranje signala, preden lahko naprava za zajem podatkov učinkovito in natančno izmeri signal.
V aplikaciji analogno-digitalnega pretvornika kondicioniranje signala vključuje omejevanje napetosti oziroma toka in filtriranje izravnave.
V aplikacijah nadzornega inženiringa je običajna senzorska stopnja (ki jo sestavlja senzor), fazo kodicioniranja signala (kjer se signal ojača) in fazo obdelavo (ki jo izvaja analogno-digitalni pretvornik in mikro-krmilnik).

## Vhodi in izhodi
Signalni vhodi, ki jih sprejemajo signalne naprave, vključujejo enosmerno in izmenično napetost ter tok, frekvenco in električni naboj. Senzorski vhod so lahko merilniki pospeška, termočlen, merilniki napetosti ali senzorji LVDT. Specializirani vhodi vključujejo dajalnik, števec, časovnik, stikalo in drugi specializirani vhodi. 
Izhodi za kondicioniranje signala so lahko napetost, tok, frekvenca, časovnik, upor in drugi specializirani izhodi.